# 新巴郡
新巴郡（しんは-ぐん）は、中国にかつて存在した郡。東晋から隋初にかけて、現在の四川省江油市一帯に設置された。

## 概要
東晋の安帝のとき、巴西郡を分割して新巴郡が立てられた。新巴郡は梁州に属し、郡治は新巴県に置かれた。
南朝宋のとき、新巴郡は新巴・晋城・晋安の3県を管轄した。
南朝斉のとき、新巴郡は新巴・晋城・晋安の3県を管轄した。
北魏のとき、新巴郡は益州に属し、新巴県1県を管轄した。
583年（開皇3年）、隋が郡制を廃すると、新巴郡は廃止されて、利州に編入された。

## 南新巴郡
435年（南朝宋の元嘉12年）、剣南に南新巴郡が立てられた。宋の南新巴郡は益州に属し、新巴・晋城・晋安・漢昌・桓陵・綏帰の6県を管轄した。南朝斉のとき、南新巴郡は新巴・晋熙・桓陵の3県を管轄した。